# Вікіпедія івритом
Вікіпедія івритом (івр. ויקיפדיה העברית) — розділ Вікіпедії івритом. Створена у липні 2003 року. Наразі це 36-та найбільша Вікіпедія, що знаходиться між вірменською та есперанто у загальному переліку.
Вікіпедія івритом станом на 27 березня 2025 року містить 372 417 статей, 1 198 628 зареєстрованих користувачів, 2996 активних дописувачів, 31 адміністратора
. Загальна кількість сторінок в Вікіпедії івритом — 1 577 265, редагувань — 40 685 936, завантажених файлів — 84 454
. Глибина (рівень розвитку мовного розділу) Вікіпедії івритом велика і становить 270 пунктів
.

## Наповнення
- 8 липня 2003 — започаткування
- 24 грудня 2006 — написана 50000 стаття
- 10 січня 2010 — написана 100000 стаття
- 28 грудня 2016 — написана 200000 стаття